# 方德申冰流
方德申冰流（英語：Foundation Ice Stream）是南極洲的冰流，位於伊利沙伯女皇地，流經帕圖克森特山脈和尼普頓山脈，最終在杜費克山以注入菲爾希納-龍尼冰棚，現時由南極條約體系管理。